# Francisco Gallardo León
Francisco Gallardo León (3 de gener de 1980, Sevilla) és un exfutbolista andalús que jugava a la demarcació de migcampista.

## Trajectòria
Es va formar en les categories inferiors del Sevilla Fútbol Club, sent internacional amb totes les categories inferiors de la selecció espanyola fins a la sub-21. La seva primera temporada amb el primer equip del Sevilla va ser en 2001-2002, on va jugar un total de 31 partits i va marcar quatre gols. El seu equip va obtenir l'ascens a primera divisió eixe any.
Va debutar en la màxima categoria enfront del Futbol Club Barcelona en l'Estadi Ramón Sánchez Pizjuán. La temporada 2004-2005 no té lloc en el nou projecte de l'equip andalús de mà de Juande Ramos i va ser cedit al Getafe Club de Fútbol perquè guanyés minuts i demostrés que tenia un lloc en el club de Nervión. En el conjunt madrileny no va acabar de despuntar a causa de les lesions, a pesar de tenir un bon començament de temporada.
La següent temporada (2005-2006) va tornar al Sevilla però durant tota la primera volta no va poder ni tan solament debutar. En el mercat d'hivern es va anar de nou cedit al Vitória Guimarés de la Superliga de Portugal sense opció de compra. No obstant això no es va arribar a adaptar al club lus i a les tres setmanes va decidir abandonar la disciplina del conjunt. Eixe mateix mes va marxar novament cedit al Real Club Deportivo de La Coruña, demanat per l'entrenador Joaquín Caparrós, que ja l'havia tingut a les seues ordres en el Sevilla.
Després d'haver disputat un total de 116 partits en primera divisió, el Reial Múrcia va assolir la cessió amb opció de compra de l'interior dret per a la campanya 2006-2007, amb esperances que ajudés al club murcià a ascendir a la divisió d'honor, la qual cosa va aconseguir, encara que en la següent temporada va retornar novament a la divisió de plata.
La temporada 2008-2009 Javier Clemente aparta de l'equip a Gallardo i a diversos jugadors, pel que tota la primera volta, Gallardo va estar sense equip. Finalment el 17 de març de 2009 torna a l'equip grana de la mà de l'entrenador José Miguel Campos. La temporada 2009/2010 la inicia sense equip, fins que l'11 de novembre la SD Huesca fa oficial que s'incorpora als entrenaments de la primera plantilla per a valorar la seva possible incorporació a l'equip. Després d'una setmana entrenant amb l'equip, el club altoaragonès confirma la incorporació del futbolista sevillà a la plantilla blaugrana.